# Oxaloacetato decarboxilasa
La oxaloacetato decarboxilasa (EC 4.1.1.3) es una enzima que cataliza la decarboxilación del oxaloacetato a piruvato y dióxido de carbono. Requiere como cofactor biotina, sodio o manganeso.
Oxaloacetato {\displaystyle \rightleftharpoons } Piruvato + CO2

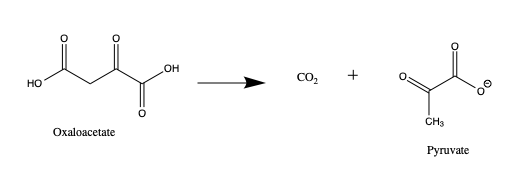
Reacción que cataliza la oxaloacetato descarboxilasa

La reacción es acompañada por la extrusión de dos iones sodio de las células. Algunas enzimas animales requieren manganeso. La enzima de Klebsiella aerogenes también decarboxila el glutaconil-CoA y el metilmalonil-CoA.